# El refugio (telenovela)
El Refugio es una telenovela juvenil argentina que salió al aire el 16 de enero del 2006 a las 19:00 por canal 13. Protagonizada por Francisco Bass, Jorge Maggio, Fernanda Neil, Piru Sáez y Belén Scalella. Coprotagonizada por Osvaldo Tesser, Irene Almus, Claudio Garófalo, Viviana Sáez, Dalma Maradona, Sofía Reca, Luz Cipriota, Carolina Vespa, Sofía Bertolotto y Nadia di Cello. Antagonizada por Pablo Heredia, Santiago del Moro y la primera actriz Nora Cárpena. También, contó con las actuaciones especiales de Roberto Catarineu y la primera actriz Carmen Vallejo.
El Refugio es una producción de Dori Media Group, El Grupo es también el encargado de la distribución mundial de la serie la cual ha sido adquirida por España, Rumania, Hungría, Israel, Perú e Italia

## Trama
La trama cuenta la historia de cinco jóvenes, totalmente desconocidos y con muy poco en común, que se encontrarán por casualidad en un teatro abandonado que está a punto de ser demolido llamado «El Refugio».
En los pasillos del teatro conocerán a un viejo profesor de música, Amadeo, que guiará sus caminos y los impulsará a formar una banda, Rolabogan.
Amadeo, Piru, Fran, Belu, Coco y Fer lucharán juntos contra Máxima, propietaria de la Academia Linares Pacheco, que quiere apoderarse del teatro y es capaz de pagar cualquier precio.
La banda decidió transformar «El Refugio» en un bar de música con el objetivo de ahorrar el dinero para así salvar al teatro de la demolición y el abandono. Los cinco amigos aprenderán lecciones valiosas de la vida y la convivencia, juntos vivirán inolvidables aventuras y amores.

## Personajes
Piru (Protagonista): Es un joven con un espíritu libre. Siendo un artista, ama cantar y tocar su guitarra. No tiene familia, se crio en un hogar de niños, pero no habla de ello. Él buscará la verdad sobre su pasado y quiénes son sus padres. Es el mejor amigo de Fran y está enamorado de Belu desde que la conoció.
Fran (Protagonista): Trabaja en la panadería de su familia y decide independizarse mudándose con su mejor amigo Piru. Aunque tiene un carácter fuerte, es un joven bueno y luchador. Se enamora perdidamente de Fer, aunque gracias a su orgullo, tarda mucho tiempo en admitirlo.
Coco (Protagonista): Es un joven mujeriego y millonario que cree tenerlo todo. Su mundo perfecto se desmorona cuando pierde toda su fortuna y a su novia. Con ayuda de sus verdaderos amigos logrará salir adelante. Es el mejor amigo de Fer desde la infancia.
Belu (Protagonista): Ella llega a Buenos Aires con el sueño de ser cantante, pero se dará cuenta de que triunfar no es tan fácil como soñaba. Es una joven dulce con un gran talento. Logra entablar una gran amistad con Fer y con Piru, de quién se enamora.
Fer (Protagonista): Es una joven hermosa y millonaria. Vive con su abuela, quién le da todo lo que desea. Se dará cuenta de que su vida estuvo llena de mentiras y que lo material no importa tanto. Es la mejor amiga de Coco desde la infancia, entabla una fuerte amistad con Belu y se enamora secretamente de Fran.
Amadeo Echevarry (Protagonista): Es un hombre solitario que vive en el teatro. Es un exprofesor de música muy reconocido. Muestra una imagen de fuerte e insensible, pero luego saldrá a la luz el cariño que siente por los chicos. Tuvo una relación amorosa con Máxima cuando eran jóvenes y, aunque no lo diga, todavía la ama, pero su rencor es más fuerte.
Máxima Linares Pacheco (Antagonista): Es una mujer exitosa, tiene su propia academia de arte y le da todos los gustos a su nieta Fer. La reaparición de Amadeo en su vida hace que su mundo perfecto se descontrole. Oculta muchos secretos. Hará todo lo posible para controlar a Fer y destruir el teatro y a Amadeo, aunque todavía lo ame.
Marco Leguizamón (Antagonista/Aparece en la mitad de la novela): Es un millonario conductor de televisión y hombre de negocios. Fue compañero de colegio de Fer en la infancia y está enamorado de ella. Lo discriminaban de pequeño por tener sobrepeso. Después de años vuelve como un galán, pero tras esa cara linda se esconde un ser loco y malvado con deseos de venganza.
Martín: Es el profesor de teatro de la Academia, un hombre trabajador y respetado por sus alumnos. Al principio se enamora de Belu. Tiene un pasado oscuro del cual supo recuperarse. Su vida está ligada a un hijo que tiene miedo de perder.
Benjamín (Antagonista/Personaje secundario): Es el exnovio de Fer y al volver de sus vacaciones quiere reconquistarla. Es un joven millonario, superficial y materialista.
Clarita (Antagonista/Personaje secundario): Es la novia de Coco. Una joven millonaria y ambiciosa con el sueño de ser actriz y cantante, hará todo lo que sea por triunfar.
Celeste (Antagonista/Personaje secundario): Es la prima de Belu. Hará todo lo posible para que su prima se vaya. Es una joven inmadura que obedece a su madre en todo.
Cecilia: Es una de las mejores amigas de Fer. Es una chica aplicada, tímida y soñadora, fanática de Shakespeare.
Violeta: Es una chica bastante loca que se obsesiona con quien se le acerca, aunque es algo peligrosa si alguien no le cae bien.
Silvana: Es la hermana de Fran, quién la protege de los chicos. Es compañera de colegio de Celeste.
Franco, Daniel y Pablo: Son los mejores amigos de Benja. Son jóvenes adinerados y superficiales que se burlan de todos.
Pili y Mili: Son amigas de Clarita. Son las clásicas rubias huecas y superficiales que parecen gemelas. Integran el grupo de «Las Blondies».
Fede: Es el hermano de Clarita y se vuelve muy amigo de Coco. Es un chico tímido que siempre está estudiando.
Rochi: Es una de las mejores amigas de Fer. En un principio integra el grupo de «Las Blondies» con Pili y Mili.
Agustín: Es becado en la academia. Es uno más del grupo, pero esconde un secreto que le hace mucho daño.
Paula: Es una de las becadas. Con un carácter fuerte, logra captar la atención de Coco. Busca encontrar en la academia al asesino de su padre y vengar su muerte.
Federica: Logra entrar a la academia como becada siendo hija de Matilde, aunque nadie lo sepa. Su madre le insiste para que le cuente todo lo que sabe de los chicos de la academia, pero ella empezará a tomar sus decisiones.
Moni: Es muy amiga de Piru, ya que los dos ayudan en el hogar dónde se criaron. Está decidida a ser monja hasta que encuentra el amor en Martín.
Ernesto: Es el tío de Belu y el padre de Celeste. Es policía y, aunque a veces es algo severo, solo quiere lo mejor para su hija y su sobrina. Piru lo apoda «Matute».
Susana: Es la madre de Celeste, esposa de Ernesto y tía en ley de Belu. Ella hará todo lo posible para que su hija triunfe, sin importar los sentimientos de nadie, ni de su propia familia.
Luisina: Es la madre de Fran. Es una mujer trabajadora que haría cualquier cosa por sus hijos. Trabaja en la panadería de la familia.
Matilde: Es la secretaria de Máxima. Obedece al pie de la letra a su jefa e intenta saber todo sobre los chicos de la academia.
Tití: Es la mejor amiga de Máxima. Ella es la única que sabe todos los secretos que Máxima oculta.

## Elenco

### Protagonistas
- Piru Sáez como Piru
- Francisco Bass como Francisco
- Jorge Maggio como Coco
- Belén Scalella como Belén
- María Fernanda Neil como Fernanda Linares Pacheco
- Roberto Catarineu como Amadeo Echevarry

### Secundarios
- Benjamín Amadeo como Benjamín Álvarez
- Luz Cipriota como Clara "Clarita" Mendiazaval
- Bárbara Bustamante Pfeiffer como Celeste

### Antagonistas
- Nora Cárpena como Máxima Linares Pacheco
- Santiago del Moro como Marco Leguizamón
- Pablo Heredia como Martín

### Recurrentes
- Dalma Maradona como Cecilia
- Nadia di Cello como Silvana
- Mauricio García como Daniel
- Juan Manuel Guilera como Agustín
- Pablo Rossi como Rulo
- Sofía Reca como Rochi
- Lis Moreno como Moni
- Viviana Sáez como Susana
- Carmen Vallejo como Vicenta (Abuela de Fran)
- Irene Goldszer como Susi
- Paola Sallustro como Katrina
- Sofía Bertoloto como Violeta
- Federico Canepa como Fede
- Alfonso Burgos como Franco
- Ariel Navarro como Pablo
- Erika Kowalczyk como Mili
- Denise Romano como Pili
- Daniela Nirenberg como Federica
- Daniela Brignola como Coty
- Ariadna Asturzzi como Paula
- Irene Almus como Luisina
- Juanma Muñoz como El turco
- Osvaldo Tesser como Jaime (Asistente de Máxima)
- Claudio Garófalo como Ernesto
- Carolina Vespa como Matilde
- Ana Rivas como Tití

## Música
En 2006 se lanzó su único álbum Rolabogan por Sony BMG con temas como «Bailo», «Motivos», «Cada Puesta al Sol» y «No Voy a Parar». Sólo en los primeros meses de ese año las ventas llegaron a 10 000 ejemplares.
El actor Facundo Arana grabó una participación especial interpretando un misterioso personaje que aparece “como un ángel” y tiene un encuentro musical con Amadeo -el personaje de Roberto Catarineu- con quién toca el saxofón.
Al salir del teatro, el invitado se cruza con los jóvenes protagonistas del ciclo, les da consejos a cada uno y les dice que “El refugio” no va a morir nunca, antes de desaparecer en la noche por un callejón silbando una melodía.